# Allt-á-Bhainne
Allt-á-Bhainne (čti: elt-e-bein) je skotská palírna společnosti Pernod Ricard nacházející se ve vesnici Glenrinnes poblíž města Dufftown v hrabství Banffshire, jež vyrábí skotskou sladovou whisky.

## Historie
Palírna byla založena v roce 1975 společností Seagram a produkuje čistou sladovou malt whisky. Tuto palírnu v roce 2001 zakoupila společnost Pernod Ricard a ihned ji uzavřela. Provoz byl obnoven v roce 2005. Produkuje whisky značky Allt-á-Bhainne, což je 12letá whisky s obsahem alkoholu 43%. Skoro celá produkce se používá do míchaných whisky Chivas Regal a Passport. Tato whisky má nasládlou kouřovito-sladovou příchuť.